# 琳赛·卡迈克尔
琳赛·卡迈克尔（英語：Lindsey Carmichael，1985年7月22日—），美国女子射箭运动员。她曾代表美国参加2004年和2008年夏季残疾人奥林匹克运动会射箭比赛，其中2008年夏季残奥会获得一枚铜牌。